# Colorazione di Wright

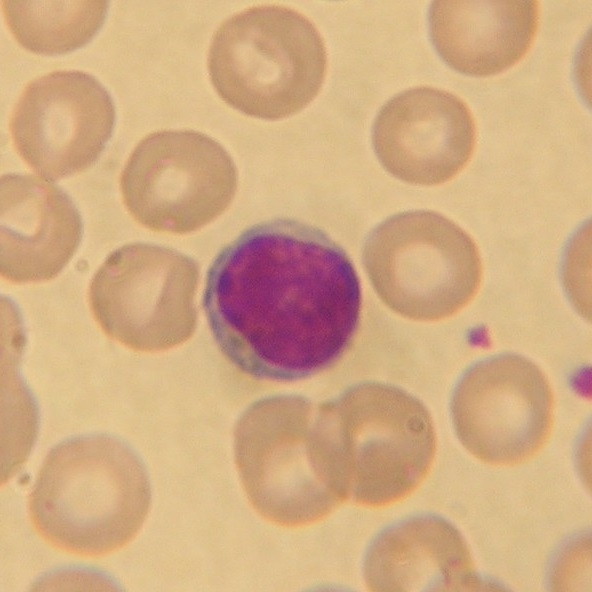
Linfociti alla colorazione di Wright

La colorazione di Wright è una colorazione istologica di laboratorio che facilita la differenziazione dei tipi di cellule del sangue. È di solito composta da una miscela di eosina e blu di metilene. Viene utilizzata principalmente per colorare strisci di sangue periferico, campioni di urina e aspirati di midollo osseo che vengono esaminati al microscopio ottico. In citogenetica, viene utilizzata per colorare i cromosomi per facilitare la diagnosi di sindromi e malattie.
Prende il nome da James Homer Wright, che ideò tale colorazione nel 1902 come una modifica della colorazione di Romanowsky. Poiché grazie ad essa si riesce a distinguere facilmente i globuli rossi viene ampiamente utilizzata per il loro conteggio differenziale, un'analisi necessaria nella diagnosi di infezioni o leucemia.
La colorazione di Wright nei campioni di urina permette di identificare gli eosinofili, la cui presenza può essere indicativa di una nefrite interstiziale o di una infezione del tratto urinario.